# Stranieri come noi
Stranieri come noi è una raccolta di undici racconti, ambientati in diversi paesi del mondo, scritti da Vittorio Zucconi.
L'introduzione sintetizza i temi principali: lotta al razzismo, spiegazione di quest'ultimo e sensibilizzazione del pubblico sull'immigrazione.
Di seguito gli 11 racconti sono:
- Francia: il profumo
- USA: il giubbotto
- Brasile: il gol
- Russia: il compagno
- Giappone: il drago
- USA: il fantasma
- Arabia: l'aereo
- Messico: le scarpe
- USA: l'uragano
- Colombia: la peste
- Italia: la strega.

## Edizioni
- Vittorio Zucconi, Stranieri come noi, Torino, Einaudi scuola, 1993, ISBN 9788828601838, OCLC 999501363.